# ملفات بلوتو
ملفات بلوتو: نهضة وسقوط الكوكب المفضل في أميركا هو كتابٌ كتبه عالم الفيزياء الفلكية ومدير قبّة هايدن السّماويّة في نيويورك، نيل ديجراس تايسون.يدور الكتاب حول كوكب بلوتو، والذي قام الاتّحاد الفلكيّ الدوليّ بتخفيض مرتبته ليصبح كوكب قزم في آب في عام 2006م، وبالتّالي تمّ تجريده من «هويّته الكوكبيّة». يركّز الكتاب أيضاً على حقيقة أنّ العديد من الأمريكيّين قاموا بدعم هذا الكوكب القزم المتجمّد الموجود على حافّة المجموعة الشمسيّة، فقط لأن العالم الذي اكتشف بلوتو هو عالمٌ أمريكيّ. أعطى جون ستيوارت الكتاب مراجعةً جيّدةً جدّاً في مداخلته كضيف مع نيل ديجراس تايسون في برنامج «ذا دايلي شو». خلال المقابلة، أشاد جون ستيوارت بكتاب تايسون بشدّة، وقال بأنّ هذا الكتاب هو «أكثر كتاب قد تقرؤه حول بلوتو إثارةً»، بالإضافة إلى أنّه «قصّةٌ مقنعةٌ عن كيفيّة تدمير [تايسون] لحياة بلوتو».
يشرح الكتاب بالتّفصيل رحلة حياة بلوتو من أيام بلانيت إكس، مروراً باكتشافه في أوائل القرن العشرين، وحتى حصوله على لقبه الحاليّ المعروف بـ«الشيء النيبتونيّ المتحوّل». وصل لكتاب إلى قائمة أكثر الكتب العلميّة/ الواقعيّة/ غير الخياليّة مبيعاً في العالم، حسب ما ورد في نيويورك تايمز في شهر شباط من عام 2009م.

## روابط خارجية
- ملفات بلوتو على موقع الموسوعة البريطانية (الإنجليزية)